# Піонерська краватка

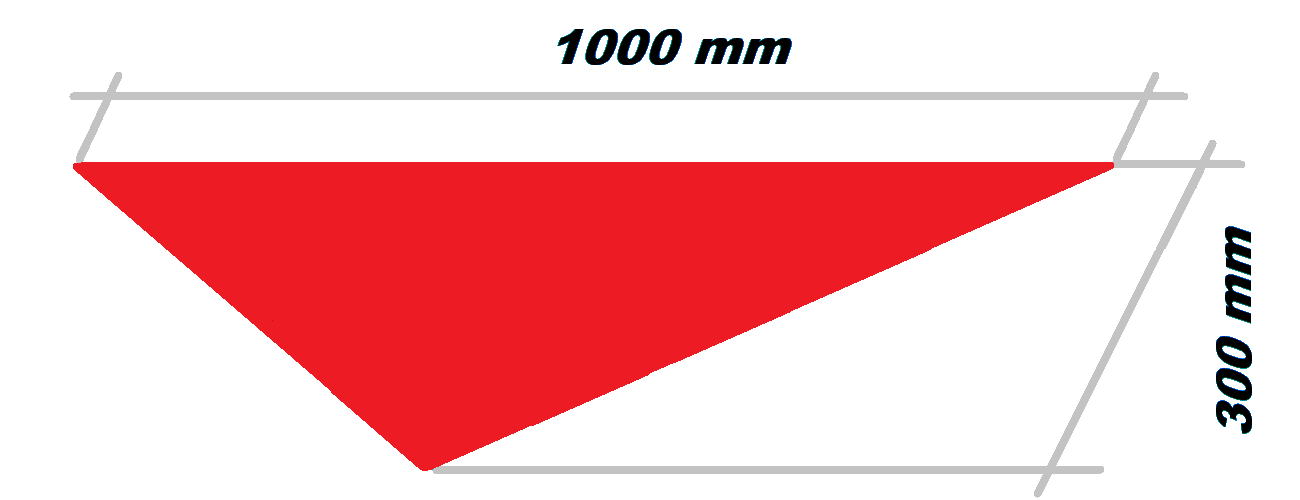
Піонерська краватка, колір червоний. Як і раніше, є основним кольором у піонерів Росії і колишніх союзних республік.

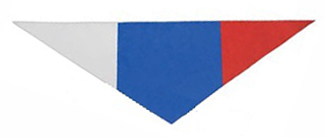
Краватка-триколор, у рідкісних випадках використовується на заходах партії Єдиної Росії і вожатими дитячих таборів.

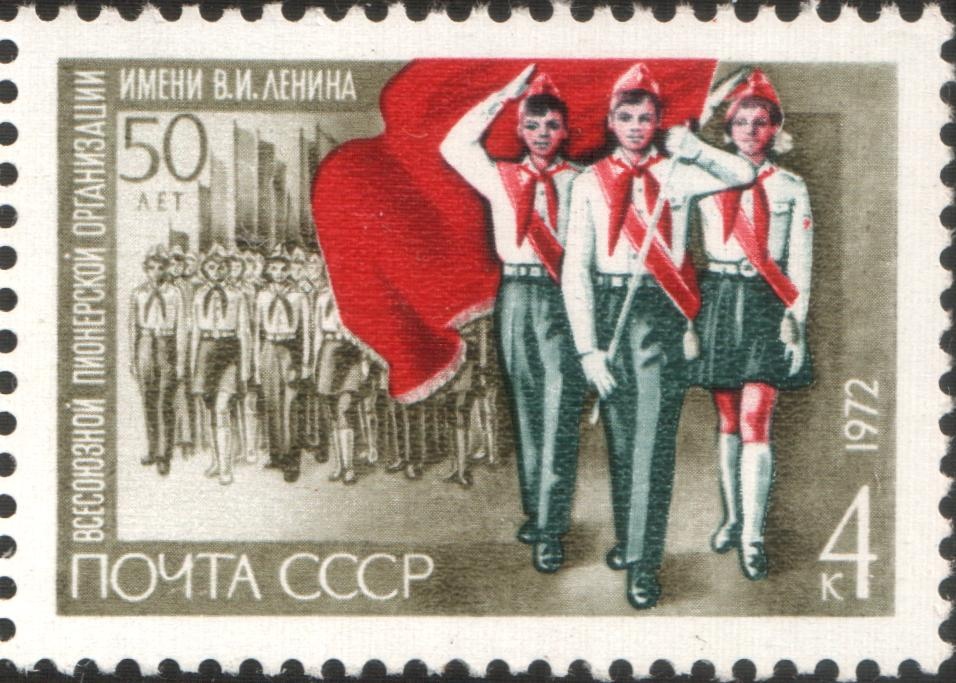
Піонери в піонерських краватках.

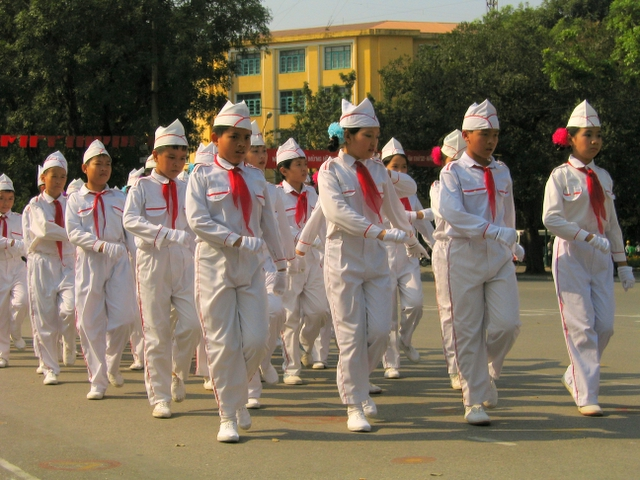
Піонери В'єтнаму в піонерських краватках і пілотках на XXII-х спортивних Іграх Південно-Східної Азії (2003 р.).

Піонерська (червона) краватка, піонерський (червоний) галстук — червона (власне червоно-гаряча) шийна косинка, що її зав'язувано спереду спеціальним вузлом, символ приналежності до піонерської організації, символічна частка прапора піонерської організації. Три кінці краватки символізують непорушний зв'язок трьох поколінь: комуністів, комсомольців і піонерів.
Червону краватку носили піонери низки країн за доби соціалізму. У Радянському Союзі вона відома як піонерська, у В'єтнамі — khăn quàng đỏ, Китаї — 紅領巾, хун лінцзін, на Кубі — pañoleta roja.
У Китаї червону краватку й далі використовують піонери Китаю, вона символізує кров мучеників-революціонерів. На Кубі її носять школярі з першого по шостий клас.

## Історія
За час свого існування піонерська краватка пережила низку змін.
Спочатку її не зав'язували, а скріплювали спеціальним затискачем, де зображено піонерську символіку — вогнище на тлі серпа й молота, оточене написом «Завжди готовий!». Зображення п'яти полін багаття символізували п'ять континентів і Комуністичний інтернаціонал, який повинен був запалити полум'я революції на цих континентах. Кінці краватки вдягають в отвір затиску зверху при розкритому фіксаторі, який відхилявся натисканням великого пальця. Притримуючи однією рукою кінці краватки, іншою рукою затиск підтягували вгору до рівня шиї і, відпустивши фіксатор, закріплювали кінці.
У зв'язку зі складністю виготовлення затискачі не отримали масового поширення, піонерські краватки з моменту зародження в більшості випадків зав'язували спеціальним вузлом.
Спеціальний вузол піонерської краватки був такий: діти привчалися до того, що треба робити двічі простого вузла так, щоб правий кінець краватки завжди заводити понад лівим (або навпаки).
Піонерські краватки випускали різних відтінків червоного кольору і з різних тканин. Наймасовішим був випуск краваток червоно-гарячого кольору з ацетатного шовку. У розправленому стані така краватка являє собою рівнобедрений трикутник з основою 100 см і висотою 30 см (бічні сторони виходять приблизно 58,3 × 58.3 см).
Був період, коли голови ради дружин носили червоні краватки з жовтою облямівкою.

### Історія затиску для краватки
Деякий час затиск для краватки з піонерською символікою співіснував із піонерським значком. Надалі, через з удосконалення піонерської символіки та через велике поширенням піонерського значка, затискачі для краваток витіснено як дублікатний елемент піонерської атрибутики.
Цьому сприяв і психологічний момент: наприкінці 1930-х рр. уява деяких лідерів комсомолу вбачає в символіці затиску для краватки одночасно нацистську свастику, профіль Троцького і букву «З», що означала, на їхню думку, прізвище «ворога народу» Зінов'єва. Через ці чутки у школах і в піонерських таборах почалися масові відмови надягати піонерську краватка і затискачі до неї. Через це проведено спеціальне розслідування ЦК та НКВС, які нічого подібного не виявили й засудили шкідливі чутки.

## Мистецтво
Піонерській краватці присвячено літературні твори. Один із найвідоміших — однойменний вірш Степана Щипачева.

## Цікаві факти
- Юні піонери НДР носили піонерську краватку синього кольору.
- Піонери з ДРА носили краватки з триколірною облямівкою (кольори національного прапора: чорний, червоний, зелений).
- Піонери з Білорусі носять двоколірні краватки (кольори національного прапора: червоний, зелений).